# Gà Quý Phi

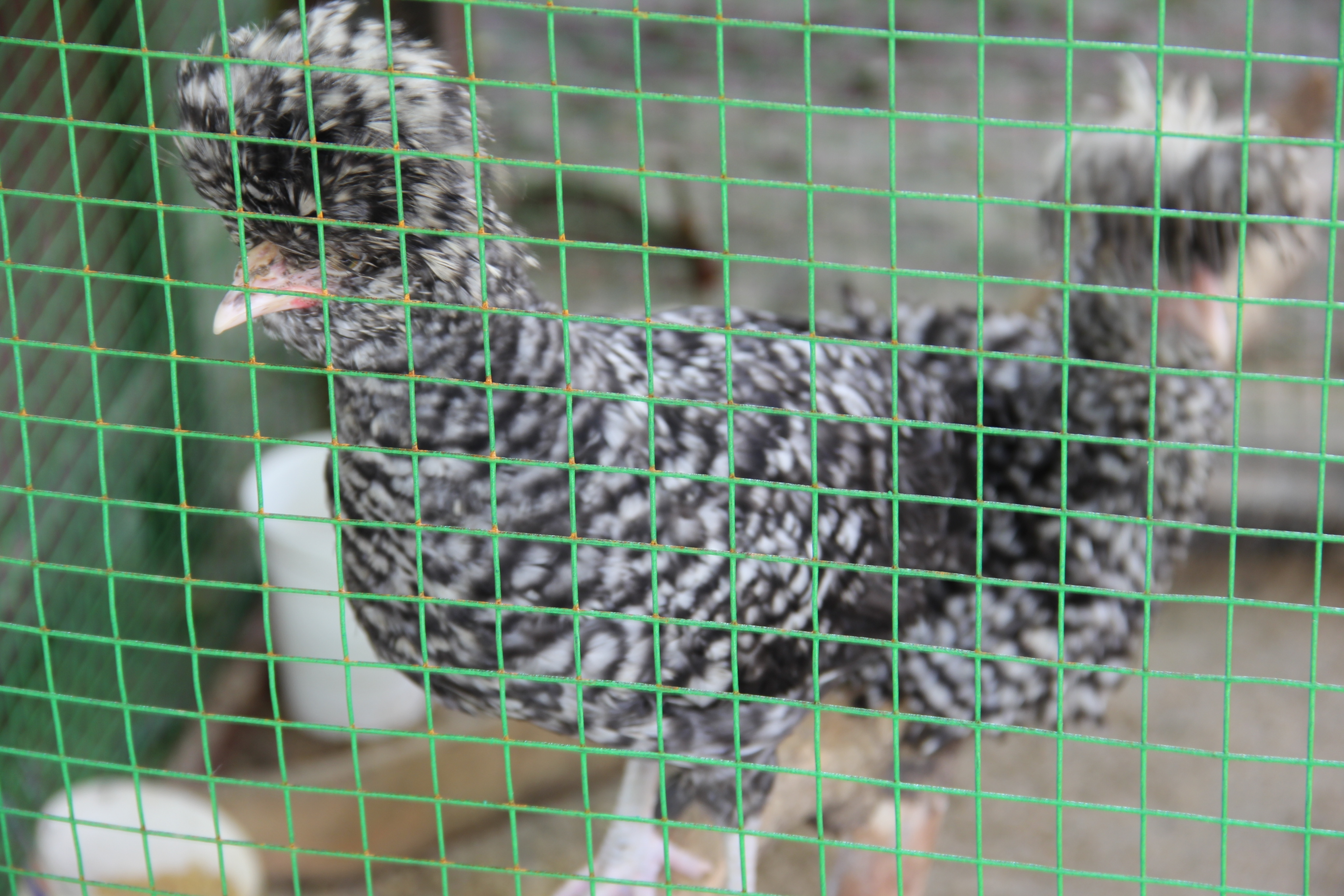
Gà Quý Phi Việt Nam đang được trưng bày tại Khu du lịch Đại Nam

Gà Quý Phi hay còn gọi là gà Hoàng gia là một giống gà có nguồn gốc từ châu Âu mà cụ thể là ở Anh và đang được nuôi khá nhiều ở Trung Quốc. Hiện nay chúng được nuôi phổ biến để làm gà kiểng với đặc trưng là chiếc mào phật thủ. Ở Việt Nam hiện nay, gà quý phi đã được nhân giống rộng rãi, được nhiều người có tiền chọn làm quà biếu trong các dịp lễ, Tết. Giống gà này được nhập từ Anh về nhưng rất phù hợp khi nuôi ở khí hậu Việt Nam.

## Đặc điểm
Gà quý phi là giống gà quý, vừa để thịt, đẻ trứng và làm cảnh, mang lại giá trị kinh tế cao. Gà quý phi có màu lông đẹp, mã sắc, sức đề kháng tốt nên được một số dân chơi gà chọn làm cảnh, Ưu điểm của gà Quý phi là sức tăng trưởng nhanh, khả năng kháng bệnh cao, phù hợp với đặc điểm khí hậu. Thịt gà quý phi ngọt, rắn, ngon. Đặc trưng của chúng là chiếc mào giống như quả phật thủ, bộ lông luôn bồng lên như cái nón cùng với đôi mắt đỏ đặc trưng
Gà được chọn nuôi cảnh ngoài màu lông đẹp phải có mào thẳng đứng nhiều múi như quả phật thủ, tích dài, mắt hồng, cựa sắc nhọn, gà đẹp thường có 6 cựa trở lên, sắc và nhọn. Những con Quý phi 8 cựa thuộc loại hiếm. Ngoài bộ lông ba màu đen, trắng, biếc luôn bồng lên như cái nón, gà Quý phi làm cảnh phải có mào thẳng đứng, trông như quả phật thủ, mắt hồng.
Tùy thuộc vào độ lớn của chiếc mào, mỗi con gà cảnh có giá cao hơn. Gà quý phi đẹp nhất là ở chiếc mào, trông nó giống như quả phật thủ mà người Việt thường hay để thờ cúng vào những dịp lễ, Tết hay những ngày trọng đại. Ngoài ra, cựa gà cũng là một trong những yếu tố để khách hàng lựa chọn gà làm quà biếu. Gà đẹp là những chú gà có từ sáu cựa trở lên, nhiều nhất là chín cựa. Tuy nhiên, gà quý phi chín cựa thường rất hiếm.
Gà đẻ trứng đều, to và khi cho ấp đạt tỷ lệ nở con cao. Ưu điểm hơn với loại gà khác, gà quý phi con có mỏ ngắn, mắt sáng và chân hồng tươi nên có sức đề kháng rất tốt, Tuy nhiên, lúc mới nở, gà con hay bị chết, cần chú ý khẩu phần ăn, giữ ấm, thay đổi nhiệt độ theo mùa. Trung bình đàn 100 gà con sẽ được 2 - ba con gà đẹp mã, được bán để làm cảnh.
Để có gà cảnh, cần nuôi nhốt riêng, không cho gà đạp mái để giữ nguyên màu lông. Thức ăn cho gà chủ yếu là thóc, cám tổng hợp và rau xanh. Khẩu phần thức ăn của gà chỉ cần 30 - 40% là thóc, còn lại cho ăn cây chuối và rau xanh, vừa giảm chi phí lại tăng độ thơm ngon cho thịt.